# Campeonato Candango de Futebol Americano
O Campeonato Candango de Futebol Americano é um campeonato estadual do Brasil de Futebol Americano realizado anualmente no primeiro semestre de cada temporada, tendo como participantes as equipes do Distrito Federal e também equipes convidadas de outros estados, sendo normalmente equipes do estado de Goiás. O torneio era inicialmente organizado pela FBFA (entre 2014 e 2016). Na temporada de 2017 e 2018 não houve disputa do torneio. É atualmente organizado pela FeFAC (desde 2019). 

## Temporada 2014
Tendo sua primeira edição realizada em março de 2014, o Campeonato Candango de Futebol Americano contou com a participação de três equipes locais, o Brasília V8, o Leões de Judá e o Brasília Alligators, além de uma equipe convidada do estado de Goiás, o Vila Nova Tigres, sediada em Goiânia.
A equipe do Tubarões do Cerrado também foi convidada pela FBFA à participar da primeira edição da competição porém, declinou do convite.
O Campeonato seguiu a estrutura de “tiro rápido”, ou seja, início e fim em no máximo um mês. 
Primeira Rodada
| Data        | Mandante      | Placar | Visitante           | Local    |
| ----------- | ------------- | ------ | ------------------- | -------- |
| 16 de março | Leões de Judá | 00-54  | Vila Nova Tigres    | Brasília |
| 16 de março | Brasília V8   | 49-00  | Brasília Alligators | Brasília |

Segunda Rodada
| Data        | Mandante            | Placar | Visitante        | Local    |
| ----------- | ------------------- | ------ | ---------------- | -------- |
| 23 de março | Brasília Alligators | 14-17  | Leões de Judá    | Brasília |
| 23 de março | Brasília V8         | 36-00  | Vila Nova Tigres | Brasília |

Disputa de Terceiro Lugar
| Data        | Mandante            | Placar | Visitante     | Local   |
| ----------- | ------------------- | ------ | ------------- | ------- |
| 30 de março | Brasília Alligators | 18-06  | Leões de Judá | Goiânia |

Final
| Data        | Mandante         | Placar | Visitante   | Local   |
| ----------- | ---------------- | ------ | ----------- | ------- |
| 30 de março | Vila Nova Tigres | 20-34  | Brasília V8 | Goiânia |

## Temporada 2015
Na sua segunda edição, após alguns problemas com autorizações de campo, os jogos tiveram que ser adiados algumas vezes, começando o torneio no dia 11/04/2015 (Partida de estréia entre Leões de Judá x Goiânia Tigres) e finalizando no dia 19/07/2015. Apesar dos problemas com autorização de estádios, o campeonato correu muito bem.
O Campeonato Candango seguiu com as equipes do ano anterior, Brasília V8, Brasília Alligators, Leões de Judá e o Goiânia Tigres (convidado), e adicionou-se a mais nova equipe do Distrito Federal, o Brasília Templários. Para o maior crescimento do esporte, a FBFA também fez convite para mais duas equipes: O Tubarões do Cerrado do Distrito Federal e o Goiânia Rednecks do Goiás, contudo a equipe do Distrito Federal declinou o convite e a equipe do Goiás acabou por desistir de participar.
O Campeonato iria inicialmente seguir a estrutura de 2 Grupos com 3 equipes, onde se classificavam para as finais os 2 primeiros colocados de cada grupo. Porém, com a desistencia da equipe do Goiânia Rednecks, um dos grupos ficou com apenas 2 equipes (desta forma os jogos decidiram apenas a colocação das equipes para a disputa dos playoffs). 
Grupo A
| Data                    | Mandante       | Placar | Visitante      | Local    |
| ----------------------- | -------------- | ------ | -------------- | -------- |
| 11 de abril - 1ª Rodada | Goiânia Tigres | 25-12  | Leões de Judá  | Goiânia  |
| 10 de maio - 2ª Rodada  | Leões de Judá  | 09-36  | Goiânia Tigres | Brasília |

Grupo B
| Data                    | Mandante            | Placar | Visitante           | Local    |
| ----------------------- | ------------------- | ------ | ------------------- | -------- |
| 09 de maio - 1ª Rodada  | Brasília Templários | 07-59  | Brasília Alligators | Brasília |
| 24 de maio - 2ª Rodada  | Brasília V8         | 26-06  | Brasília Templários | Brasília |
| 14 de junho - 3ª Rodada | Brasília Alligators | 07-06  | Brasília V8         | Brasília |

Playoffs
| Data        | Mandante      | Placar | Visitante           | Local    |
| ----------- | ------------- | ------ | ------------------- | -------- |
| 04 de julho | Leões de Judá | 26-13  | Brasília Alligators | Brasília |
| 05 de julho | Brasília V8   | 15-33  | Goiânia Tigres      | Brasília |

Disputa de Terceiro Lugar
| Data        | Mandante    | Placar | Visitante           | Local    |
| ----------- | ----------- | ------ | ------------------- | -------- |
| 19 de julho | Brasília V8 | 19-12  | Brasília Alligators | Brasília |

Final
| Data        | Mandante       | Placar | Visitante     | Local   |
| ----------- | -------------- | ------ | ------------- | ------- |
| 19 de julho | Goiânia Tigres | 06-21  | Leões de Judá | Goiânia |

## Temporada 2016
A terceira edição do Campeonato Candango iniciou-se em 19/03/2016 a 21/05/2016, finalizando a fase de grupo, e teve sua decisão no dia 04/06/2016.
O Campeonato Candango seguiu com as seguintes equipes: Brasília V8, Tubarões do Cerrado, Leões de Judá e Goiânia Rednecks. O Brasília Templários e o Brasília Alligators não participaram dessa edição.
O Campeonato seguiu a seguinte estrutura: Um único grupo com as 4 equipes participantes, onde todos jogavam contra todos, em partida única, e classificavam-se para a final os 2 primeiros colocados do grupo. Definiu-se o 3º colocado a equipe que obteve a vitória (melhor desempenho) no confronto direto. 
Primeira Rodada
| Data        | Mandante         | Placar | Visitante           | Local    |
| ----------- | ---------------- | ------ | ------------------- | -------- |
| 19 de março | Goiânia Rednecks | 23-17  | Tubarões do Cerrado | Goiânia  |
| 01 de maio  | Brasília V8      | 12-21  | Leões de Judá       | Brasília |

Segunda Rodada
| Data        | Mandante            | Placar | Visitante        | Local    |
| ----------- | ------------------- | ------ | ---------------- | -------- |
| 27 de março | Tubarões do Cerrado | 13-07  | Brasília V8      | Brasília |
| 27 de março | Leões de Judá       | 00-30  | Goiânia Rednecks | Brasília |

Terceira Rodada
| Data        | Mandante         | Placar | Visitante           | Local    |
| ----------- | ---------------- | ------ | ------------------- | -------- |
| 16 de abril | Goiânia Rednecks | 63-06  | Brasília V8         | Goiânia  |
| 21 de maio  | Leões de Judá    | 00-41  | Tubarões do Cerrado | Brasília |

Final
| Data        | Mandante         | Placar | Visitante           | Local   |
| ----------- | ---------------- | ------ | ------------------- | ------- |
| 04 de junho | Goiânia Rednecks | 14-33  | Tubarões do Cerrado | Goiânia |

## Temporada 2017
NÃO HOUVE disputa do Campeonato Candango em 2017. As equipes não conseguiram se preparar por questões administrativas e/ou desportistas, não ocorrendo a disputa neste ano.

## Temporada 2018
NÃO HOUVE disputa do Campeonato Candango em 2018. As equipes não conseguiram se preparar por questões administrativas e/ou desportistas, não ocorrendo a disputa neste ano.

## Temporada 2019
4º Campeonato Candango de Futebol Americano nessa edição, a Federação de Futebol Americano do Cerrado (FeFAC) anunciou a tabela oficial do campeonato regional que voltou ao calendário dos times de Brasília e Goiânia após dois anos sem realização. O campeonato teve apenas seis jogos no total. A novidade ficou por conta da classificação direta de Tubarões do Cerrado (TdC) e Leões de Judá na fase semifinal.
O campeonato de 2019 teve cinco times. Brasília V8, Goiânia Saints e Goiânia Rednecks que disputaram a fase classificatória em confrontos diretos. Os dois primeiros colocados Goiânia Rednecks e Goiânia Saints enfrentaram Leões de Judá e Tubarões do Cerrado, respectivamente.
O jogo de abertura da competição ocorreu entre os times goianos. Goiânia Saints e Goiânia Rednecks entraram em campo no dia 23 de março em Goiânia. No dia 13 de abril o Brasília V8 recebeu o Goiânia Saints. E no encerramento da primeira fase, o time da capital federal encarou o Goiânia Rednecks fora de casa dia 4 de maio.
As semifinais foram disputadas em rodada dupla, no dia 18 maio. Na final ficaram classificados Tubarões do Cerrado e Leões de Judá. O campeão regional de 2019 foi conhecido no dia 1° de junho, em Brasília, onde o Tubarões do Cerrado sagrou-se campeão.
Grupo Classificatório
| Data                    | Mandante         | Placar | Visitante        | Local    |
| ----------------------- | ---------------- | ------ | ---------------- | -------- |
| 23 de Março - 1ª Rodada | Goiânia Saints   | 06-53  | Goiânia Rednecks | Goiânia  |
| 14 de Abril - 2ª Rodada | Brasília V8      | 06-28  | Goiânia Saints   | Brasília |
| 04 de Maio - 3ª Rodada  | Goiânia Rednecks | 72-00  | Brasília V8      | Goiânia  |

Semifinais
| Data       | Mandante            | Placar | Visitante        | Local    |
| ---------- | ------------------- | ------ | ---------------- | -------- |
| 19 de Maio | Leões de Judá       | 16-00  | Goiânia Rednecks | Brasília |
| 19 de Maio | Tubarões do Cerrado | 68-00  | Goiânia Saints   | Brasília |

Final
| Data        | Mandante            | Placar | Visitante    | Local    |
| ----------- | ------------------- | ------ | ------------ | -------- |
| 02 de junho | Tubarões do Cerrado | 07-02  | Leõs de Judá | Brasília |

## Temporada 2020
5º Campeonato Candango de Futebol Americano Em virtude da pandemia do Corona vírus a Taça Cairo Santos contou apenas com duas equipes sendo as demais optantes por não participarem por conta da pandemia. Desta forma, a Federação de Futebol Americano do Cerrado (FeFAC) decidiu que a final fosse realizadas em dois jogos entre as equipes do Gama-Leões de Judá e o Universo Rednecks. Após os dois confrontos a equipe do Gama-Leões de Judá reverteu o placar do primeiro jogo e sagrou-se campeã da temporada de 2020 erguendo pela segunda vez a Taça Cairo santos. Toda a comunidade do Futebol Americano do Cerrado dedica este campeonato a todas as vítimas do Corona vírus.
Final
| Data                   | Mandante           | Placar | Visitante          | Local |
| ---------------------- | ------------------ | ------ | ------------------ | ----- |
| 05 de Dezembro - IDA   | Universo Rednecks  | 16-11  | Gama-Leões de Judá | CAVE  |
| 05 de Dezembro - VOLTA | Gama-Leões de Judá | 09-00  | Universo Rednecks  | CAVE  |

## Temporada 2021
6º Campeonato Candango de Futebol Americano Em virtude da pandemia do Corona vírus a federação e as equipes tem se organizado para viabilizar mais uma edição da Taça Cairo Santos.

## Resultados das Edições
| Ano / Edição | Organizador | Paticipantes | Campeão             | Vice-campeão      | 3º colocado         | 4º colocado         |
| ------------ | ----------- | ------------ | ------------------- | ----------------- | ------------------- | ------------------- |
| 2014 / 1ª    | FBFA        | 4 (quatro)   | BRASÍLIA V8         | Vila Nova Tigres  | Brasília Alligators | Leões de Judá       |
| 2015 / 2ª    | FBFA        | 5 (cinco)    | LEÕES DE JUDÁ       | Goiânia Tigres*   | Brasília V8         | Brasília Alligators |
| 2016 / 3ª    | FBFA        | 4 (quatro)   | TUBARÕES DO CERRADO | Goiânia Rednecks  | Leões de Judá       | Brasília V8         |
| 2017         | NÃO HOUVE   | 0 (zero)     | NÃO HOUVE           |                   |                     |                     |
| 2018         | NÃO HOUVE   | 0 (zero)     | NÃO HOUVE           |                   |                     |                     |
| 2019 / 4ª    | FeFAC       | 5 (cinco)    | TUBARÕES DO CERRADO | Leões de Judá     | Goiânia Rednecks    | Goiânia Saints      |
| 2020 / 5ª    | FeFAC       | 2 (duas)     | GAMA-LEÕES DE JUDÁ  | UNIVERSO REDNECKS | NÃO HOUVE           | NãO HOUVE           |

- Atualmente chama-se Universo Rednecks (Fundiu-se com essa equipe em 2016, e passou a ser designado de Goiânia Rednecks).

## Títulos por Equipes
| Posição | Clube               | Campeão | Anos dos Títulos | Vice | Anos dos Vices   |
| ------- | ------------------- | ------- | ---------------- | ---- | ---------------- |
| 1º      | Leões de Judá       | 2       | 2015, 2020       | 1    | 2019             |
| 2º      | Tubarões do Cerrado | 2       | 2016, 2019       | 0    | Não Possui       |
| 3º      | Brasília V8         | 1       | 2014             | 0    | Não Possui       |
| 4º      | Goiânia Rednecks    | 0       | Não Possui       | 3    | 2015, 2016, 2020 |
| 5º      | Vila Nova Tigres    | 0       | Não Possui       | 1    | 2014             |
| 6º      | Brasília Aligators  | 0       | Não Possui       | 0    | Não Possui       |
| 7º      | Goiânia Saints      | 0       | Não Possui       | 0    | Não Possui       |

## Títulos por Estado
| Posição | Estado           | Campeão | Anos dos Títulos             | Vice | Anos dos Vices         |
| ------- | ---------------- | ------- | ---------------------------- | ---- | ---------------------- |
| 1º      | Distrito Federal | 5       | 2014, 2015, 2016, 2019, 2020 | 1    | 2019                   |
| 2º      | Goiás            | 0       | Não Possui                   | 4    | 2014, 2015, 2016, 2020 |